# Drago Marković
Drago Marković (Kučine, kraj Splita, 5. studenog 1901. — Šekovići, 17. srpnja 1943.) bio je sudionik Narodnooslobodilačke borbe i narodni heroj Jugoslavije.

## Životopis
Rođen je 5. studenog 1901. godine u selu Kučine kraj Splita, u težačko-radničkoj obitelji. Nakon što se zaposlio u tvornici cementa u Solinu, uključio se u radnički pokret. Sudjelovao je u nizu štrajkova i demonstracija. Ubrzo je postao član Komunističke partije Jugoslavije.
Sudionik Narodnooslobodilačke borbe bio je od 1941. godine. Organizirao je skupljanje oružja za ustanak i sudjelovao u akcijama udarnih grupa protiv okupatora. Prilikom formiranja Splitskog partizanskog odreda 11. kolovoza 1941., Drago je postavljen za zapovjednika voda. U ožujku 1942. godine formiran je Mosorski partizanski odred, a Drago je postao njegov borac. Prilikom formiranja Druge dalmatinske brigade, postavljen je za partijskog rukovoditelja i zamjenika političkog komesara Prve čete Trećeg bataljuna. S brigadom je, 1943., sudjelovao u bitkama na Neretvi i Sutjesci.
Poginuo je 17. srpnja 1943. godine kada su njemački vojnici i ustaše iz Tuzle iznenada napali partizansku bolnicu u Šekovićima u kojoj se oporavljao.
Ukazom predsjednika Federativne Narodne Republike Jugoslavije Josipa Broza Tita, 27. studenog 1953. godine, proglašen je za narodnog heroja.